# Purumitra australiensis
Espèce
Purumitra australiensis est une espèce d'araignées aranéomorphes de la famille des Uloboridae.

## Distribution
Cette espèce est endémique du Queensland en Australie. Elle se rencontre entre Cairns et Mackay sur les îles Large Mausoleum, Pelican, Cole, Cow, Normanby et Garden.

## Description
La femelle holotype mesure 2,52 mm et le mâle paratype 2,28 mm.

## Étymologie
Son nom d'espèce, composé de australi[a] et du suffixe latin -ensis, « qui vit dans, qui habite », lui a été donné en référence au lieu de sa découverte, l'Australie.

## Publication originale
- Opell, Schoener, Keen & Davies, 1995 : The new species Purumitra australiensis (Araneae, Uloboridae) with notes on its natural history. Journal of Arachnology, vol. 23, p. 127-129 (texte intégral).